# 天节二
天节二，即金牛座ρ（ρ Tau，ρ Tauri）是一个位于金牛座的恒星，它是毕宿星团的成员，距离地球约152光年。
天节二是一颗白色A-型主序星，视星等为+4.65。它也是一颗盾牌座δ型变星，光变范围为0.01等，光变周期为1.61小时。
在中国古代星官系统中，它属于西方白虎七宿中毕宿的星官天节第二星，这也是天节二名字的来由。